# Дон Карлос (опера)
«Дон Ка́рлос» (фр. Don Carlos, итал. Don Carlo) — «большая» опера Джузеппе Верди в 5 действиях, 7 картинах, на либретто Камиля де Локля и Жозефа Мери по мотивам одноимённой драмы Шиллера (нем. Don Karlos, Infant von Spanien). Однако основой для одного из актов — сцена в Фонтенбло — послужила другая пьеса на тот же сюжет: «Филипп Второй, король Испании» (Philippe II, Roi d’Espagne), автором которой был французский драматург Эжен Кормон.
Премьера состоялась в Парижской опере 11 марта 1867 года.
Полная версия оперы в пяти действиях с балетом продолжается около четырёх часов и является наиболее продолжительной оперой Верди; при жизни композитора и после его смерти появились многочисленные, более короткие редакции. За пределами Франции опера, как правило, исполняется на итальянском языке в переводе де Лозьера.
«Дон Карлос» Верди — пятая по счёту опера под этим названием после сочинений Майкла Косты (1844), Паскуале Боны (1847), Антонио Буццоллы (1850) и Винченцо Москуццы (1862).

## Действующие лица
| Партия | Голос         | Исполнитель на премьере 11 марта 1867 (Дирижёр: Франсуа Жорж-Айнль) | Исполнитель на премьере второй редакции 10 января 1884 (Дирижёр: Франко Фаччо) |
| --- | ------------- | ------------------------------------------------------------------- | ------------------------------------------------------------------------------ |
| Филипп II, король Испании | бас           | Луи-Анри Обен                                                       | Алессандро Сильвестри                                                          |
| его сын Дон Карлос | тенор         | Жан Морер                                                           | Франческо Таманьо                                                              |
| Родриго, маркиз ди Поза | баритон       | Жан-Батист Фор                                                      | Поль Лери                                                                      |
| Великий инквизитор, слепой старик | бас           | Жозеф Давид                                                         | Франческо Наварини                                                             |
| Елизавета (Изабелла) Валуа, невеста короля и королева Испании | сопрано       | Мари-Констанс Сасс                                                  | Абигайль Бруски-Кьятти                                                         |
| Принцесса Эболи | меццо-сопрано | Полина Гемар-Лотерс                                                 | Джузеппина Пасква                                                              |
| Монах | бас           | Арман Кастельмари                                                   | Леопольдо Кромберг                                                             |
| Тибо, паж Елизаветы | сопрано       | Леония Левейи                                                       | Амелия Гартен                                                                  |
| Голос с небес | сопрано       |                                                                     |                                                                                |
| Граф ди Лерма | тенор         | Гаспар                                                              | Анджело Фьорентини                                                             |
| Королевский герольд | тенор         | Мерман                                                              | Анджело Фьорентини                                                             |
| Графиня Аремберг | без пения     | Доминик                                                             | Анджелина Пирола                                                               |
| Фламандские депутаты, инквизиторы, испанские придворные, народ, пажи, стража Филиппа II, монахи, члены инквизиционного суда, солдаты, городские власти, депутаты испанских провинций |               |                                                                     |                                                                                |

## Сюжет
Действие оперы начинается в Фонтенбло в 1559 и заканчивается в Мадриде в 1568. Шиллеровский сюжет о любовной связи Дон Карлоса и Елизаветы Валуа, проходящей на фоне исторических событий — вымышлен и не подтверждается источниками.
Действие начинает разворачиваться накануне подписания Като-Камбрезийского мира 1559 г., завершившего итальянские войны. При подготовке мирного договора испанские Габсбурги и французские Валуа решили связать две династии брачным союзом. Елизавета Валуа, старшая дочь Генриха II, заочно обручена с доном Карлосом, её ровесником. Дон Карлос тайно приезжает во Францию для встречи с невестой; двое случайно встречаются в лесу Фонтенбло. Вскоре появляется посол Испании, граф ди Лерма, объявляющий неожиданную и страшную для влюблённых новость — Филипп II (Отец Дон Карлоса) разорвал помолвку Карлоса и Елизаветы и сам женится на ней.
Король догадывается об отношениях сына и супруги и поручает присмотр за Елизаветой маркизу де Позе — верному солдату и при этом личному другу Карлоса. Принцесса Эболи, ревнуя дона Карлоса к королеве, клянётся отомстить им и впоследствии передаёт королю компрометирующие письма. Сам же дон Карлос увлечён идеей спасения Фландрии, разрываемой испанским владычеством и инквизицией — дело доходит до открытого противостояния королю с оружием в руке; маркиз вынужден арестовать дона Карлоса.
В поисках совета король обращается к Великому Инквизитору, который поддерживает планы короля казнить сына и сам требует жизни де Позы. Де Позу убивает неизвестный стрелок, когда маркиз посещает дона Карлоса в тюрьме, предлагая свой план побега. За стенами тюрьмы Инквизитор утихомиривает мадридскую чернь, готовую к восстанию в поддержку дона Карлоса.
В финале оперы дон Карлос, бежавший из тюрьмы во Фландрию, останавливается в монастыре Сан-Юсте, чтобы навсегда попрощаться с Елизаветой: его долг — спасать народ Фландрии. Беглеца настигают король и Инквизитор, но их останавливает лишь призрак короля Карла V. Открытый финал оперы даёт надежду на спасение дона Карлоса. В действительности дон Карлос был арестован на пути во Фландрию, умер в заключении вскоре после ареста, 28 июля 1568.

## История создания
Основа оперы была написана Верди в 1866. Обнаружив, что только музыка к опере будет звучать 3 часа 47 минут, Верди удалил из партитуры два дуэта и диалог Елизаветы и Эболи. Ещё три фрагмента он удалил, когда стало ясно, что парижская опера заканчивается слишком поздно, чтобы зрители из предместий успели уехать на последних поездах. Таким образом, в парижскую премьеру была сыграна первоначальная авторская редакция, исключая шесть фрагментов, но включая балет. Несмотря на первоклассный состав солистов и более чем 200 репетиций, публика приняла премьеру холодно и она выдержала только 43 спектакля. В этот период Верди согласился на дальнейшее сокращение партитуры (исключив сцены восстания), а после его отъезда из Парижа руководство театра выкинуло и другие фрагменты. Таким образом, в 1867 в Париже шло три различные редакции «Дона Карлоса» (все — на французском).
Ещё в августе 1866 Ашиль де Лозьер подготовил итальянский перевод либретто де Локля и Мери. Итальянская премьера состоялась 27 октября 1867 в Болонье. Несколько ранее, 4 июня 1867, лондонский Ковент-Гарден поставил «Дона Карлоса» по-итальянски, исключив первый акт и балет вовсе и изменив оставшиеся сцены.
В 1872—1873 Верди частично переписал дуэт Позы и Филиппа, использовав для этого новый итальянский текст Антонио Гисланцони — это единственный фрагмент «Дон Карлоса», изначально написанный на итальянском языке, а не на французском.
В 1882—1884, зная о многочисленных самовольных сокращениях его оперы, Верди заново перекомпоновал её материал в четырёхактную редакцию 1884 года (поставлена 10 января 1884 в Ла Скала), переработав ряд сцен и фактически заново написав дуэт Филиппа и Позы. Наконец, 29 декабря 1886 в Модене — без участия Верди, но при его одобрении — исполнили пятиактную «итальянскую» редакцию, которая отличается от моденской только восстановлением акта в Фонтенбло.

## Постановки
- 11 марта 1867, «Гранд-Опера», Париж;
- 10 янв. 1884, Милан, 2-я ред. — перевод Анджело Дзанардини с широким использованием перевода де Лозьера.

Опера широко прославилась на европейских и американских сценах.
В течение первой половины XX века «Дон Карлоса» ставили редко. Интерес к опере был возрождён после ковент-гарденской постановки 1958 года под руководством Лукино Висконти и Карло Марии Джулини, использовавших пятиактную итальянскую редакцию 1886 года. В 1970 Ла Скала возродил постановки первоначальной пятиактной французской версии 1866 года.

### Постановки в России
Самая первая постановка в России — итальянская труппа, 1868, Петербург (с участием Галли, Станио, Анджелини, Фриччи, Грациани, Багаджоло);
май-июнь 1895 — антреприза Я. Любина и М. Салтыкова, Казань (первая постановка на русском языке).
10 февраля 1917 — Большой театр, Москва (инициатор и руководитель пост. Ф. Шаляпин, дирижёр — Купер; Филипп — Шаляпин, Дон Карлос — Лабинский, Родриго ди Поза — Минеев, Елизавета — Держинская, Эболи — Павлова, Великий инквизитор — Петров).
На советской сцене впервые — в Пермском театре оперы и балета, 1947 (дирижёр — Людмилин, реж. Келлер, худ. Смолин, хормейстер Виссонов; Филипп — Кулысев, Дон Карлос — Стефан Альбирт, Родриго ди Поза — Артемов, Елизавета — Сильвестрова, Эболи — Измайлова, Великий инквизитор — Маевский).
31 июля 1955 — Ленинградский Малый оперный театр, (пер. С. Левика, дирижёр — Дониях, постановка Смолича, реж. Лапиров, художники Константиновский и Лещинский, хормейстеры Лебедев и Шапиро; Дон Карлос — Донатов, Филипп — Модестов, Родриго ди Поза — Ольшевский, Елизавета — Богданова, Эболи — Овчаренко, Великий инквизитор — Н. Бутягин).
25 октября 1963 — Большой театр (дирижёр — А. Найденов, режиссёр — И. Туманов, художник — В. Рындин
29 ноября 2012 — Мариинский театр, Санкт-Петербург (режиссёр-постановщик — Джорджо Барберио Корсетти, дирижёр — Валерий Гергиев).
17 декабря 2013 — Большой театр, Москва (режиссёр-постановщик — Эдриан Ноубл, дирижёр Тревиньо; Филипп — Белосельский, Дон Карлос — Каре, Родриго ди Поза — Головатенко, Елизавета — Джиоева, Эболи — Гулегина и Бочарова, Великий инквизитор — Почапский, Монах — Казанский).

## Аудиозаписи оперы
- 1951 — дирижёр Фернандо Превитали, оркестр и хор Римского радио, Warner Fonit, Италия.

Исполнители: Дон Карлос — Мирто Пикки, Филипп Второй — Никола Росси-Лемени, Великий Инквизитор — Джулио Нери, Родриго — Паоло Сильвери, Елизавета Валуа — Мария Канилья Принцесса Эболи — Эбе Стиньяни.
Эта запись подвергалась некоторыми музыковедами критике. В частности, Виктор Коршиков пишет об отсутствии в ней единства дирижёра и оркестра, неудачном исполнении своих партий Марией Канилья и Стиньяни. Вместе с тем, тот же автор отмечает удачи Мирто Пикки («Это, пожалуй, единственный Карлос, слушая которого можно поверить, что ему не сорок лет, а раза в два меньше»), Николы Росси-Лемени, Паоло Сильвери («В его голосе присутствует удивительная меланхолия, которая подчёркивает все те чувства, которые испытывает его герой — наивный и мужественный Поза»).
- 1964 — дирижёр Асен Найденов, хор и оркестр Большого театра, СССР, Мелодия (Д—014469-76, С—0933-40)

Исполнители: Дон Карлос — Зураб Анджапаридзе, Елизавета Валуа — Тамара Милашкина, Родриго — Владимир Валайтис, Филипп Второй — Иван Петров, Принцесса Эболи — Ирина Архипова, Великий инквизитор — Валерий Ярославцев, Тибо — Мария Звездина.
- 1965 — дирижёр — Георг Шолти, хор и оркестр театра «Ковент-Гарден», Decca Records, Великобритания.

Исполнители: Дон Карлос — Карло Бергонци, Елизавета — Рената Тебальди, Родриго — Дитрих Фишер-Дискау, Филипп Второй — Николай Гяуров, Принцесса Эболи — Грейс Бамбри, Великий инквизитор — Мартти Талвела, Тибо — Джанет Синклер.
- 1970 — дирижёр — Карло Мария Джулини, Амвросианский оперный хор, оркестр театра «Ковент-Гарден», EMI, Великобритания.

Исполнители: Дон Карлос — Пласидо Доминго, Елизавета Валуа — Монсеррат Кабалье, Родриго — Шерил Милнс, Филипп Второй — Руджеро Раймонди, Принцесса Эболи — Ширли Веррет, Великий инквизитор — Джованни Фояни, Тебальд — Делла Уоллис, Монах/Карл Пятый — Саймон Эстес.
- 1971

Исполнители: Дон Карлос — Джакомо Арагалл, Елизавета Валуа — Анна Томова-Синтова, Родриго — Вольфганг Брендль, Филипп Второй — Евгений Нестеренко, Принцесса Эболи — Ливия Будаи, Великий инквизитор — Стефан Еленков.